# Competizione sportiva

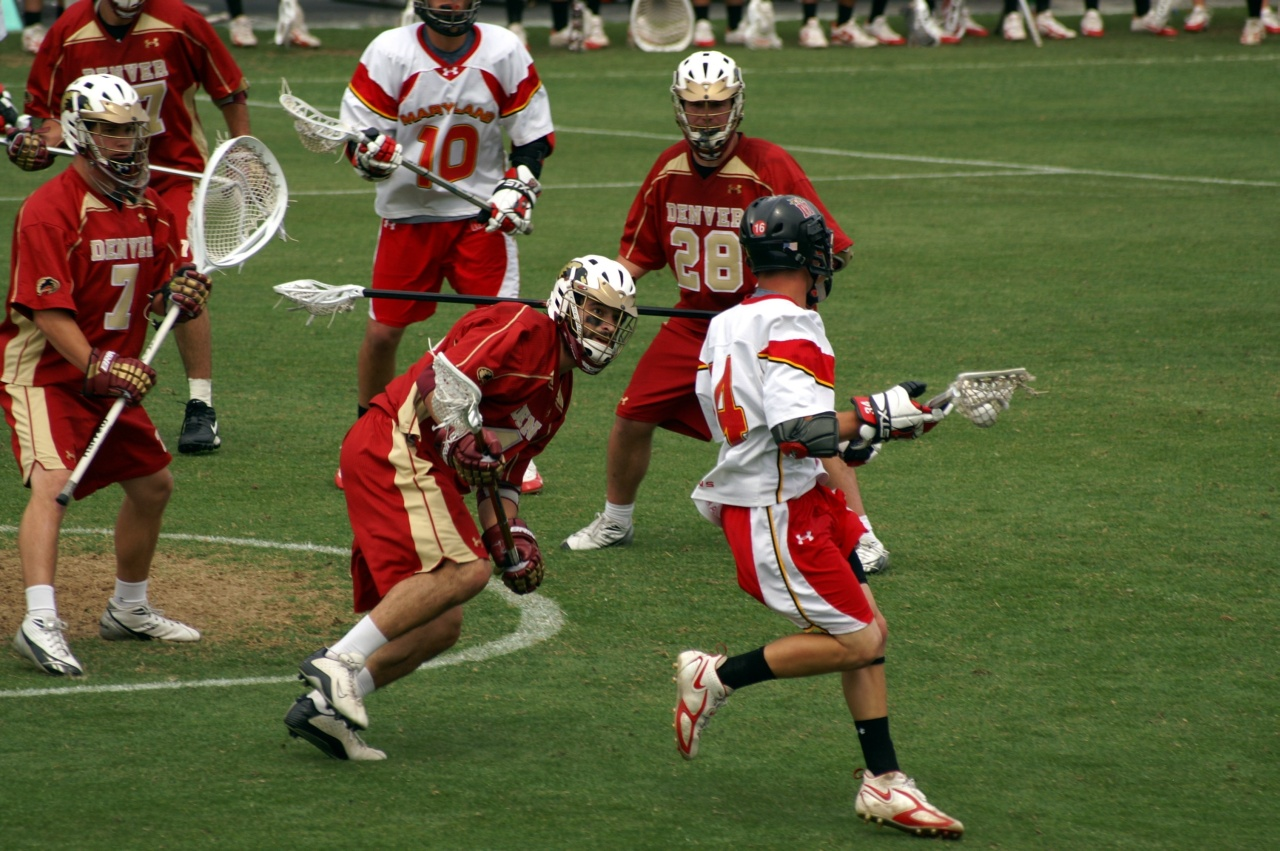
Una competizione sportiva fra due squadre di lacrosse

Per competizione sportiva si intende un'attività sportiva in cui due o più partecipanti si impegnano a superarsi, direttamente o indirettamente, con lo scopo di primeggiare.

## Caratteristiche
Esistono molti tipi di sport e discipline competitive. In generale, sia negli sport individuali che negli sport di squadra, la competizione è determinata tra due o più opponenti che si sfidano, seguendo determinate regole, per determinare chi riesce a segnare il maggior numero di punti.
Talvolta gli atleti che partecipano a una competizione sportiva, oltre a gareggiare gli uni contro gli altri, devono tenere conto dell'ambiente circostante. In molti sport competitivi che vengono praticati nella natura, fra cui la nautica o l'alpinismo, l'obiettivo è raggiungere una destinazione superando tutte le barriere naturali che ostacolano il percorso. 
Una competizione che si tiene a una determinata frequenza si chiama campionato o torneo, e i singoli eventi che lo compongono prendono il nome di gare, incontri o partite.
I Giochi olimpici, che si tengono ogni quattro anni, sono generalmente considerati la massima espressione del concetto di competizione sportiva.